# اخم نکن سرکار
اخم نکن سرکار فیلمی به کارگردانی امیر شروان و نویسندگی احمد نجیب‌زاده محصول سال ۱۳۵۴ است.

## داستان
سرگروهبان احمد صالحی و گروهبان گیلانی در یک دهکدهٔ جنوبی با قاچاقچیان مبارزه می‌کنند…
ملوس که دوست سرگروهبان صالحی (ناصر ملک مطیعی) است کاری می‌کند تا انبار بزرگ قاچاقچی شهر جاسم، لو برود و تمام قاچاقچی‌ها دستگیر شوند…

## بازیگران
- ناصر ملک مطیعی
- فریبا خاتمی
- علی میری
- حسین ملاقاسمی
- رحیم روشنیان
- فرهاد خوشبخت
- کاظم روشن ضمیر
- ایمان نصیری
- نیری
- شهناز
- علی بابا
- حسن باقری
- منصور اصفهانی
- اصغر کپک
- کوچکعلی رضایی